# Sophie Hedevig af Danmark
Prinsesse Sophie Hedevig (28. august 1677 – 13. marts 1735) var en dansk prinsesse, der var datter af Christian 5. og dronning Charlotte Amalie af Hessen-Kassel.

## Biografi
Prinsesse Sophie Hedevig blev født den 28. august 1677 på Københavns Slot som datter af Kong Christian 5. og Charlotte Amalie af Hessen-Kassel. Hun forblev ugift, da hun blandt andet ikke ville opgive sin lutherske tro for at indgå et påtænkt ægteskab med den tysk-romerske kejser, Josef 1.. I 1698 var der planer om, at hun skulle ægte sin fætter, kong Karl 12. af Sverige, men han ønskede ikke at gifte sig.
Hun arvede blandt andet Vemmetofte og Charlottenborg efter sin yngste bror, prins Carl. Hun oprettede Vemmetofte Frøkenkloster.
Hun arvede landstedet Blågård efter sin bror og testamenterede det til sin gode ven overkammerherre Carl Adolph von Plessen. Eftertiden har ment, at der kan have været tale om et hemmeligt ægteskab mellem de to.
Prinsessen var også en glimrende portrætmaler, og flere af hendes værker opbevares på Rosenborg slot i København.
En af bastionerne på Christianshavns Vold blev navngivet efter hende: Sofie Hedevigs Bastion. Det er den tredje bastion nordøst for broen mellem Christianshavn og Amager.
Prinsesse Sophie Hedevig døde som 57-årig den 13. marts 1735 på Charlottenborg i København.